# Stor-Stenträsket (Råneå socken, Norrbotten, 735223-178235)
Stor-Stenträsket är en sjö i Luleå kommun i Norrbotten och ingår i Råneälvens huvudavrinningsområde. Sjön är 7,5 meter djup, har en yta på 0,705 kvadratkilometer och befinner sig 171,9 meter över havet. Stor-Stenträsket ligger i Råneälven Natura 2000-område.

## Delavrinningsområde
Stor-Stenträsket ingår i det delavrinningsområde (735244-178151) som SMHI kallar för Utloppet av Stor-Stenträsket. Medelhöjden är 184 meter över havet och ytan är 3,51 kvadratkilometer. Det finns inga avrinningsområden uppströms utan avrinningsområdet är högsta punkten. Vattendraget som avvattnar avrinningsområdet har biflödesordning 3, vilket innebär att vattnet flödar genom totalt 3 vattendrag innan det når havet efter 56 kilometer. Avrinningsområdet består mestadels av skog (66 procent). Avrinningsområdet har 0,71 kvadratkilometer vattenytor vilket ger det en sjöprocent på 20,1 procent.